# واشنطن غلادن
واشنطن غلادن (بالإنجليزية: Washington Gladden)‏ كان أحدة قادة قساوسة الكنيسة التجمعية في أمريكا وأحد رواد حركة الإنجيل الاجتماعي.

## روابط خارجية
- واشنطن غلادن على موقع الموسوعة البريطانية (الإنجليزية)